# 侏鸕鶿

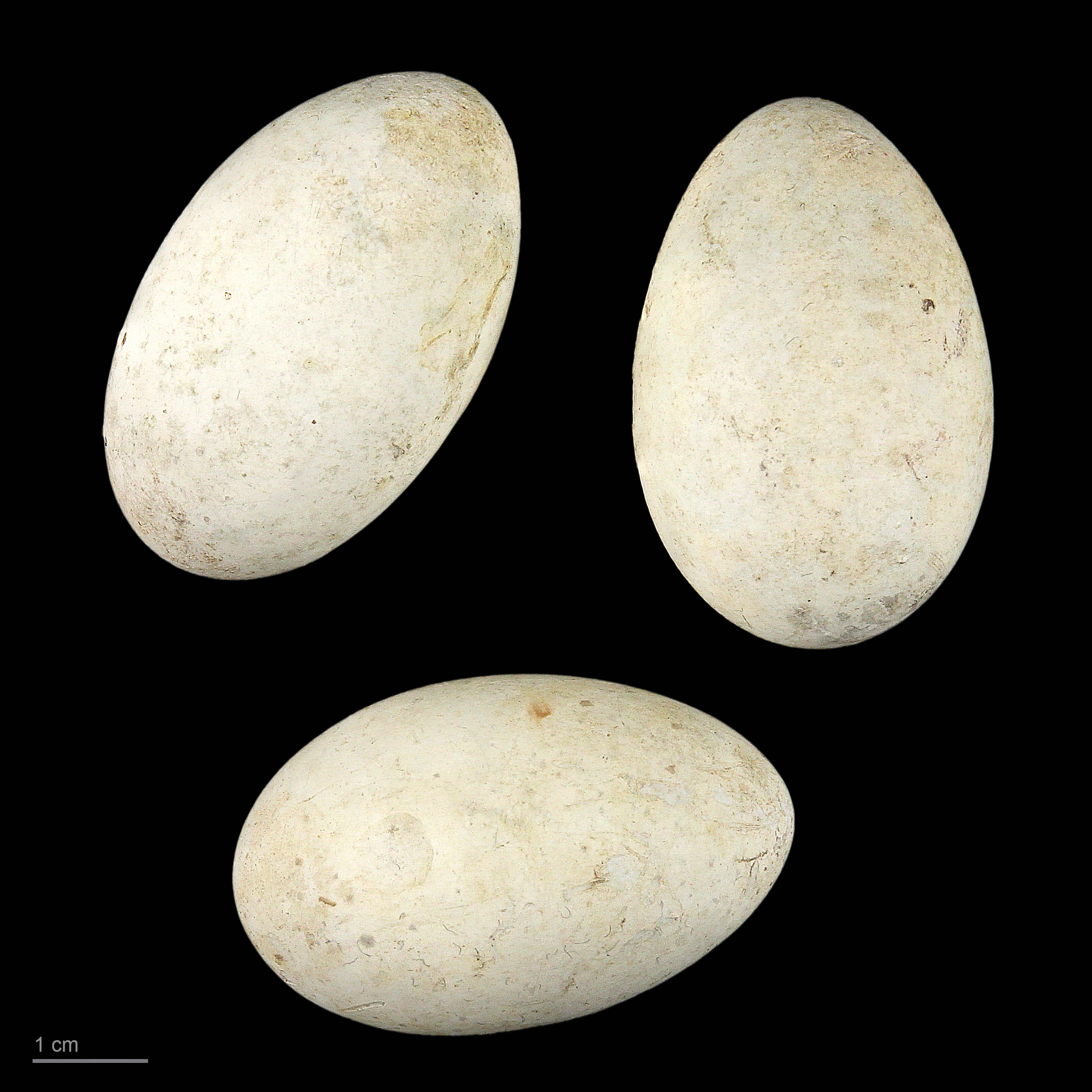
卵 Microcarbo pygmeus

侏鸕鶿（學名：Microcarbo pygmaeus）是鸕鶿科小鸕鶿屬的一種海鳥，棲息於亚洲西南部及欧洲東南部。本物種屬於一種部分遷徙的鸟类，分佈於較北地區的在冬季時會到南方過冬，但本來棲息於南方的不會遷移。2018年11月中，有鳥友在新疆瑪納斯國家濕地公園發現在當地棲息的鸕鶿科物種停落在蘆葦稈上，與過往在當地出現、一般體型重的普通鸕鶿並不一樣，從而知道是百年後再度於當地出現、過往曾經被質疑其存在的侏鸕鶿。本物種在西欧也屬於罕見的物種。

## 型態描述
侏鸕鶿比普通鸕鶿小1/3，大概45厘米長，身體顏色是金屬光澤的深棕色，嘴巴沒有普通鸕鶿長。

## 分佈
侏鸕鶿的具體分佈範圍西起屬於東南歐的意大利東部，東至中亞地區的哈萨克斯坦、塔吉克斯坦、土库曼斯坦和乌兹别克斯坦。所以同在中亞範圍的新疆也可以算是本物種的分佈範圍。侏鸕鶿的最大分佈地位在東南歐的阿尔巴尼亚、希腊、保加利亚、羅馬尼亞等巴爾幹半島國家，以及土耳其、賽普勒斯、伊朗、伊拉克、阿塞拜疆、以色列及叙利亚等西亞國家。在羅馬尼亞，據鳥類學家Robert Ritter von Dombrowski在19世紀末期的研究，主要分佈於多瑙河三角洲，其次是康斯坦察縣的水體和蒙特尼亞的濕地。